# Serranochromis
Serranochromis és un gènere de peixos de la família dels cíclids i de l'ordre dels perciformes.

## Taxonomia
- Serranochromis altus (Winemiller & Kelso-Winemiller, 1991)[2]
- Serranochromis angusticeps (Boulenger, 1907)
- Serranochromis janus (Trewavas, 1964)[3]
- Serranochromis longimanus (Boulenger, 1911)
- Serranochromis macrocephalus (Boulenger, 1899)[4]
- Serranochromis meridianus (Jubb, 1967)[5]
- Serranochromis robustus (Günther, 1864)[6]
- Serranochromis spei (Trewavas, 1964)
- Serranochromis stappersi (Trewavas, 1964)
- Serranochromis thumbergi (Castelnau, 1861)[7][8][9][10]